# Аргентина на Светском првенству у атлетици на отвореном 2019.
Аргентина је учествовала на 17. Светском првенству у атлетици на отвореном 2019. одржаном у Дохи од 27. септембра до 6. октобра седамнаести пут, односно учествовала је на свим првенствима до данас. Репрезентацију Аргентине представљало је 3 такмичара (1 мушкарац и 2 жене) који су се такмичили у 3 дисциплине (1 мушкој и 2 женске).,
На овом првенству представници Аргентине нису освојили ниједну медаљу.

## Учесници
| Мушкарци: - Хоакин Гомез — Бацање кладива | Жене: - Флоренсиа Борељи — 5.000 м - Белен Касета — 3.000 м препреке |

## Резултати

### Мушкарци
| Атлетичар    | Дисциплина     | Лични рекорд | Квалификације | Квалификације | Финале               | Финале  | Детаљи |
| Атлетичар    | Дисциплина     | Лични рекорд | Резултат      | Место         | Резултат             | Место   | Детаљи |
| ------------ | -------------- | ------------ | ------------- | ------------- | -------------------- | ------- | ------ |
| Хоакин Гомез | Бацање кладива | 75,96        | 70,17         | 16. у гр. А   | Није се квалификовао | 31 / 31 |        |

### Жене
| Атлетичарка      | Дисциплина       | Лични рекорд | Квалификације | Квалификације | Финале                | Финале       | Детаљи |
| Атлетичарка      | Дисциплина       | Лични рекорд | Резултат      | Место         | Резултат              | Место        | Детаљи |
| ---------------- | ---------------- | ------------ | ------------- | ------------- | --------------------- | ------------ | ------ |
| Флоренсиа Борељи | 5.000 метара     | 15:36,52     | 15:56,49      | 12. у гр. 1   | Нису се квалификовале | 25 / 26 (29) |        |
| Белен Касета     | 3.000 м препреке | 9:25,99 НР   | 9:45,07       | 9. у гр. 3    | Нису се квалификовале | 29 / 42 (43) |        |